# Jostein Flo
Jostein Flo (Stryn, 3 oktober 1964) is een voormalig betaald voetballer uit Noorwegen, die speelde als aanvaller. Hij beëindigde zijn loopbaan in 2002 bij Strømsgodset IF, waar hij later in dienst trad als technisch directeur. Hij is de oudere broer van oud-profvoetballer Tore André Flo.

## Interlandcarrière
Onder leiding van bondscoach Nils Arne Eggen maakte Flo zijn debuut voor het Noors voetbalelftal op 6 mei 1987 in het olympisch kwalificatieduel tegen Turkije (1-1) in Moss, net als Erland Johnsen (Moss FK) en Olav Klepp (Brøndby IF). Hij nam in dat duel de enige Noorse treffer voor zijn rekening. Rushfeldt speelde in totaal 53 interlands en scoorde elf keer voor zijn vaderland. Hij nam met Noorwegen deel aan het WK voetbal 1994 en het WK voetbal 1998.